# Ctenophthalmus harputus
Ctenophthalmus harputus är en loppart som beskrevs av Aktas 1989. Ctenophthalmus harputus ingår i släktet Ctenophthalmus och familjen mullvadsloppor. Inga underarter finns listade i Catalogue of Life.